# Lípa srdčitá (Bílý Kostel nad Nisou)
Lípa srdčitá je památný strom rostoucí východně od Bílého Kostela nad Nisou, obce na severu České republiky, v Libereckém kraji.

## Poloha a historie
Strom se nachází na jihovýchodním okraji Bílého Kostela, při místní komunikaci sledující jak tok Lužické Nisy, tak železniční trať číslo 089 z Liberce do německé Žitavy. Tato komunikace je částí severní hranice přírodního parku Ještěd, ale vzhledem k tomu, že strom leží severně od této silnice, do území přírodního parku není zahrnut. O prohlášení stromu za památný rozhodl městský úřad v Chrastavě, který 10. prosince 2010 vydal příslušné rozhodnutí.

## Popis
Památný strom je lípa srdčitá (Tilia cordata). Při vyhlášení jeho památkové ochrany bylo zároveň v jeho okolí definováno ochranné pásmo, které má podobu kruhu o patnáctimetrovém poloměru.